# Vossenack

St. Josef

Vossenack ist ein nordrhein-westfälischer Ort in der Gemeinde Hürtgenwald im Kreis Düren im Regierungsbezirk Köln.

## Geographie

### Lage
Hürtgenwald liegt am Rande des Nationalparks Eifel und gehört zum deutsch-belgischen Naturpark Hohes Venn-Eifel und zur Rureifel. Der Ort liegt auf einem Höhenrücken oberhalb des Kalltales. Auf der Panoramastraße zwischen Schmidt und Vossenack, die durch das Kalltal führt, wurden früher Bergrennen mit Motorfahrzeugen gefahren.
Von Vossenack kann man bei entsprechendem Wetter das Siebengebirge und den Kölner Dom sehen. Die Kölner Bucht liegt einem bei guter Sicht „zu Füßen“.

### Klima
Das Klima in Vossenack ist gemäßigt. Die Winter sind relativ mild und die Sommer sind meist nur mäßig-warm oder kühl, aufgrund der Nähe zum Atlantik und der Nordsee. Hitzephasen oder längere Kältephasen sind in Vossenack selten und bei Auftreten nur von kurzer Dauer. Der kälteste Monat ist der Januar mit einer Monatsmitteltemperatur von 1,4 Grad und der wärmste Monat der Juli mit einer Monatsmitteltemperatur von 17,9 Grad. Durch die Nähe zum Hohen Venn und der überwiegenden Westwetterlagen fällt in Vossenack rund 1000 mm Niederschlag im Jahr.
Monatsmitteltemperaturen in Vossenack (1998–2011)
| Januar | Februar | März   | April  | Mai     | Juni    | Juli    | August  | September | Oktober | November | Dezember | Jahr   |
| ------ | ------- | ------ | ------ | ------- | ------- | ------- | ------- | --------- | ------- | -------- | -------- | ------ |
| 1,4 °C | 2,2 °C  | 5,4 °C | 9,2 °C | 13,2 °C | 16,3 °C | 17,9 °C | 17,2 °C | 14,1 °C   | 9,9 °C  | 5,3 °C   | 1,6 °C   | 9,5 °C |

Monatsniederschläge in Vossenack (2000–2011)
| Januar  | Februar | März    | April   | Mai     | Juni    | Juli     | August   | September | Oktober | November | Dezember | Jahr     |
| ------- | ------- | ------- | ------- | ------- | ------- | -------- | -------- | --------- | ------- | -------- | -------- | -------- |
| 84,1 mm | 92,7 mm | 95,6 mm | 61,2 mm | 87,8 mm | 70,0 mm | 105,6 mm | 102,6 mm | 73,3 mm   | 66,0 mm | 78,8 mm  | 77,8 mm  | 995,5 mm |

## Geschichte

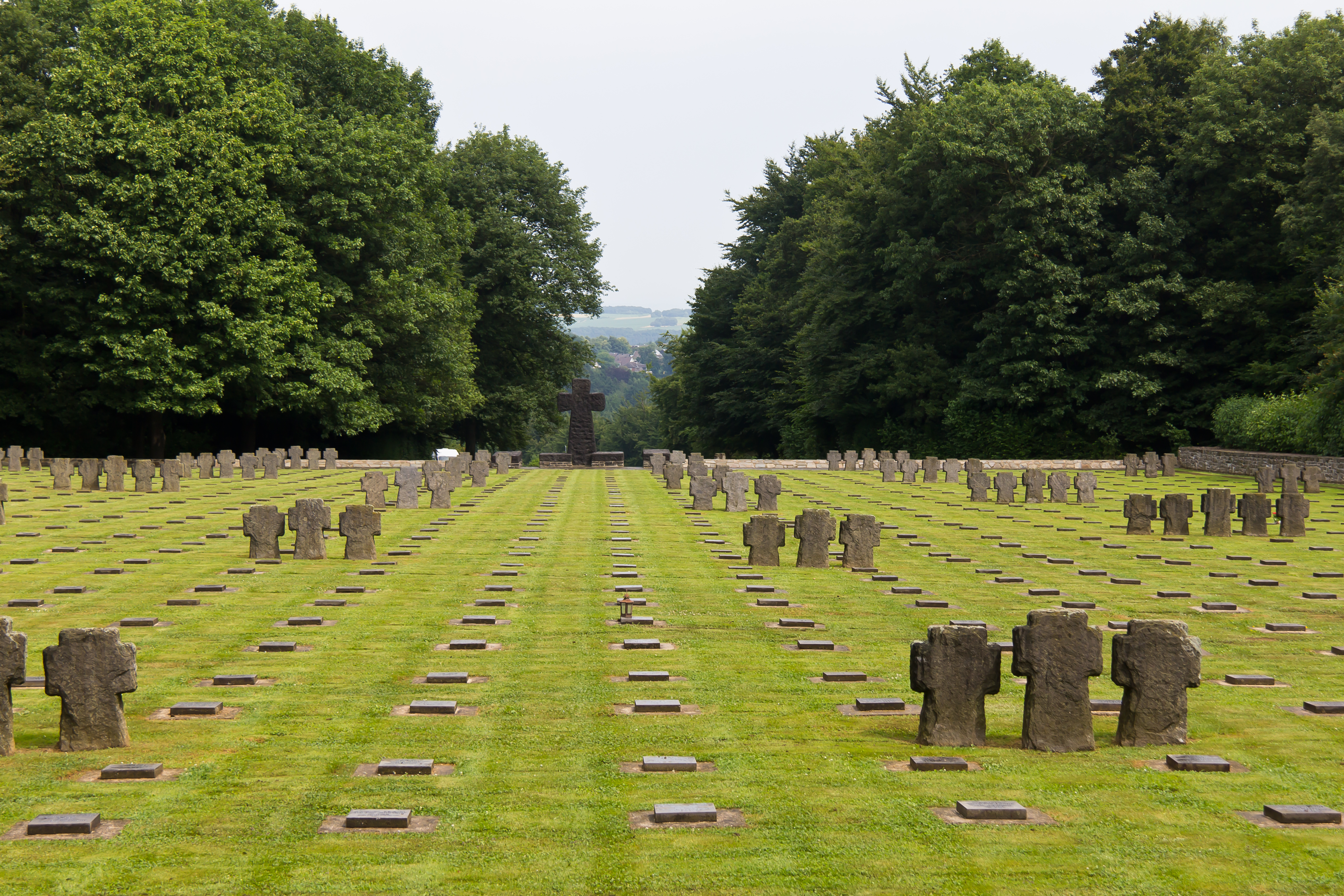
Ehrenfriedhof Vossenack

Im Zweiten Weltkrieg starben 1944 etwa 24.000 Soldaten in der Schlacht im Hürtgenwald. Daran erinnern die Kriegsgräberstätte Vossenack, die Kriegsgräberstätte Hürtgen und das Museum „Hürtgenwald 1944 und im Frieden“ in Vossenack.

### Neugliederung
Bis 1971 gehörte Vossenack als eigenständige Gemeinde zum aufgelösten Kreis Monschau und dieser zum ebenfalls aufgelösten Regierungsbezirk Aachen (siehe Aachen-Gesetz). Am 1. Januar 1972 erfolgte die Eingemeindung nach Hürtgenwald.

## Verkehr
Der Ortskern liegt abseits der B 399, die von Düren aus nach Monschau bis an die belgische Grenze führt und den Fernverkehr in die Region bringt.
Buslinien der Rurtalbus GmbH im Aachener Verkehrsverbund führen von Düren nach Vossenack (Linie 286), von Vossenack nach Simmerath (Linie 86) und als Schnellbus von Düren über Vossenack nach Simmerath (Linie SB 86). Bis 31. Dezember 2019 wurden die Linien 86 und 286 vom BVR Busverkehr Rheinland betrieben.
| Linie | Verlauf |
| ----- | --- |
| 86    | Vossenack – Raffelsbrand – Lammersdorf – Paustenbach – Bickerath – Simmerath Bushof |
| 286   | Düren Bf/ZOB – StadtCenter – Kaiserplatz – Rölsdorf – Birgel – Gey – (Horm / Straß –) Großhau – Kleinhau – (Brandenberg – Bergstein –) Hürtgen – Vossenack (– Schmidt)                            |
| SB86  | Schnellbus: Düren Bf/ZOB – StadtCenter – Düren Kaiserplatz – Birgel Alte Post – Gey – Großhau – Kleinhau – Hürtgen – Vossenack – Raffelsbrand – Lammersdorf – Paustenbach – Bickerath – Simmerath |

## Tourismus
Der Hürtgenwald ist ein Erholungsgebiet und „Nationalparkgemeinde“. Der Ort wurde, gemeinsam mit Simonskall, zum 1. April 2002 als Erholungsort durch die Bezirksregierung Köln anerkannt.
Etwa 70 km befestigte Wanderwege, ein Freibad und eine Grillhütte gibt es am Ort sowie Hotels aller Kategorien. Im Juli 2015 wurde ein Bikepark eröffnet, der vom Verein Nordeifel Gravity betrieben wird. Er führt bergab nach Simonskall.
In der näheren Umgebung gelten als touristische Ziele:
- die Rurtalsperre
- die alten Stadtkerne von Nideggen und Monschau
- die Kalltalsperre
- die Wehebachtalsperre

## Kloster, Gymnasium, Internat
Die Kölnische Franziskanerprovinz von den Heiligen drei Königen errichtete 1966/67 ein Kloster neben dem Soldatenfriedhof im Wald. Nach der Vereinigung der vier deutschen Franziskanerprovinzen im Jahr 2010 betreibt nun die Deutsche Franziskanerprovinz von der Heiligen Elisabeth das koedukative Gymnasium und ein Jungen-Internat weiter, an dem auch der Künstler P. Laurentius Ulrich Englisch OFM lehrte.
Im Kloster lebten anfangs 26 Brüder, 2019 nur noch sechs Brüder. Leiter der Schule ist seit Februar 2018 Peter Cordes. Ein Franziskaner gehört zum Lehrerkollegium, ein weiterer leitet das Internat.

## Schulen
Eine zweizügige Grundschule befindet sich in Vossenack. Die fünfzügige Sekundarschule Nordeifel umschließt Vossenack mit ihren beiden Standorten in Kleinhau (6 km Entfernung) und Simmerath (10 km Entfernung).

## Persönlichkeiten
- Laurentius Ulrich Englisch (* 1939), Franziskaner, Künstler, Lehrer und Kunsterzieher am Franziskus-Gymnasium
- Manfred Rogner (* 1946), Sachbuchautor über Reptilien und Amphibien, lebt in Vossenack
- Laura Mertens (* 1993), Ringerin: mehrfache Deutsche Meisterin und Vierte bei den ersten olympischen Jugendspielen in Singapur[9]

## Unser Dorf hat Zukunft
- Vossenack hat im Wettbewerb Unser Dorf hat Zukunft im Jahre 2006 eine Bronzemedaille auf Landesebene erhalten. Außerdem erhielt der Ort einen Sonderpreis für die vorbildliche Naturschutzarbeit mit dem Schwerpunkt Wald und Jugendarbeit.
- Im gleichen Wettbewerb errang Vossenack 2011 auf Kreisebene eine Goldmedaille und vertritt des Kreis Düren 2012 auf Landesebene.[10]
- Im Jahre 2012 errang Vossenack die Goldmedaille auf Landesebene und nimmt somit am Bundeswettbewerb 2013 teil. Die Auszeichnung erfolgte durch den Umweltminister NRW, Johannes Remmel, am 27. Oktober 2012 in Simmerath.[11]
- Im Bundeswettbewerb 2013 wurde Vossenack mit der Bronzemedaille ausgezeichnet.[12]
- Im Kreiswettbewerb 2014 wurde Vossenack mit der Goldmedaille ausgezeichnet.
- Gemeinsam mit Simonskall und Raffelsbrand erhielt der Ort 2018 auf Landesebene eine Silbermedaille.[13]

## Sonstiges
- Die Stawag (Stadtwerke Aachen AG) baute für 15 Millionen Euro am Ortsrand von Vossenack eine Holzpelletanlage. Seit Frühjahr 2007 entstehen dort jährlich 40.000 t Pellets und Hackschnitzel. Das Werk wurde im Februar 2010 an die Firma DEMMEL Bioenergie GmbH aus Wolnzach in Bayern verkauft. Nach einem erneuten Verkauf und Umbau, existieren beide Unternehmen heute in Vossenack nicht mehr. Neuer Betreiber des Pelletswerk ist seit Anfang 2014 die Grüne Werte Energie GmbH aus Grünwald.[14]
- Im Ortsteil Germeter gab es in der Zeit des Nationalsozialismus das Reichsausbildungslager II der Hitlerjugend.[15]